# Watertown, Connecticut
Watertown är en kommun (town) i Litchfield County i delstaten Connecticut, USA med cirka 22 100 invånare (2002). Den har enligt United States Census Bureau en area på totalt 76, km² varav 1,1 km² är vatten.